# Pseudonapomyza matopi
Pseudonapomyza matopi är en tvåvingeart som beskrevs av Spencer 1965. Pseudonapomyza matopi ingår i släktet Pseudonapomyza och familjen minerarflugor.
Artens utbredningsområde är Zimbabwe. Inga underarter finns listade i Catalogue of Life.